# Liste des aéroports en Libye
Voici une liste des aéroports en Libye triés par lieu.

## Aéroports
Les noms d'aéroport indiqués en gras indiquent que ceux ci possèdent un service régulier assuré des compagnies aériennes commerciales.
| Lieu           | OACI | AITA | Nom                                    |
| -------------- | ---- | ---- | -------------------------------------- |
| Benghazi       | HLLB | BEN  | Aéroport international de Benina       |
| Beni Ulid      |      |      | Aéroport de Beni Ulid (en)             |
| Birak          |      | BCQ  | Aéroport de Birak (en)                 |
| Derna          |      |      | Base aérienne de Martuba (en)          |
| El Beïda       | HLLQ | LAQ  | Aéroport international d'Al Abraq (en) |
| Ghadamès       | HLTD | LTD  | Aéroport de Ghadames (en)              |
| Ghat           | HLGT | GHT  | Aéroport de Ghat (en)                  |
| Houn           | HLON | HUQ  | Aéroport de Houn (en)                  |
| Houn           |      |      | Base aérienne d'Al-Joufra              |
| Koufra         | HLKF | AKF  | Aéroport de Koufra                     |
| Koufra         |      |      | Base aérienne de Maaten al-Sarra       |
| Marsa El Brega | HLMB | LMQ  | Aéroport de Marsa Brega (en)           |
| Misrata        | HLMS | MRA  | Aéroport de Misrata                    |
| Misrata        |      |      | Aéroport de Nanur (en)                 |
| Mizda (en)     |      |      | Aéroport Habit Awlad Muhammad (en)     |
| Oubari         |      | QUB  | Aéroport d'Ubari (en)                  |
| Ras Lanouf     | HLNF |      | Aéroport de Ras Lanouf (en)            |
| Sebha          | HLLS | SEB  | Aéroport international de Sebha        |
| Syrte          | HLGD | SRX  | Base aérienne de Ghardabiya (en)       |
| Tobrouk        | HLGN | TOB  | Aéroport de Tobrouk (en)               |
| Tripoli        | HLLM | MJI  | Aéroport de Mitiga                     |
| Tripoli        | HLLT | TIP  | Aéroport international de Tripoli      |
| Ueddan         |      |      | Aéroport de Ueddan (en)                |
| Zintan         | HLZN | ZIS  | Aéroport de Zintan                     |
| Zouara         | HLZW | WAX  | Aéroport de Zuwarah (en)               |
|                |      |      | Base aérienne d'Al Watiya              |